# Liam Lawson
Liam Lawson (Hastings, 2002. február 11. –) új-zélandi autóversenyző, jelenleg a Formula–1-ben a Racing Bulls csapat színeiben versenyez. Eddigi pályafutása során 25 nagydíjon állt rajthoz, és összesen 16 világbajnoki pontot szerzett. 
Első szezonjában, 2023-ban, öt versenyen indult a Scuderia AlphaTauri csapatnál, ahol a sérült Daniel Ricciardót helyettesítette. 2024-ben hat futamon szerepelt a Racing Bulls színeiben, miután Ricciardót a csapat elbocsátotta. 2025-ben két verseny erejéig a Red Bull Racing versenyzője volt, de pontszerzés nélkül távozott, és visszatért a Racing Bullshoz, ahol folytatta a szezont. Teljesítménye alapján jobb formát mutat, mint Cunoda Júki, akinek helyét átvette.

## Pályafutása

### Gokart
Lawson Hastings városában született ugyan, de Pukekoheben nevelkedett. 7 éves korában kezdett el gokartozni hazájában és 2014-ben két bajnoki címet is szerzett.

### A kezdetek
2015-ben váltott együléses autóra, ekkor debütált a Formula First Manfield téli sorozatában a Saber Motorsport színeiben. Egy versenyt nyert és tíz dobogós helyezést szerzett. Ezzel a 2. lett összetettben 631 ponttal. Néhány hónappal később szintén ezzel a csapattal, a Formula First-ben is bemutatkozott. Egy győzelmével és három pódiumával a bajnokság 6. helyén zárt és az "év újoncának" is megválasztották. A következő évben az NZ F1600-as szériában szerepelt. Itt egyeduralkodónak számított és a 15 versenyből 14-et nyert és az összesen dobogóra állhatott, ezzel pedig ő lett a sorozat legfiatalabb bajnoka.
2017-ben már az új-zélandi Formula–4-es bajnokságban kapott ülést a Team BRM istállónál. Öt futamgyőzelmet ért el és az év végén nem sokkal maradt le a bajnoki címről. 2018-ban már a világ egyik legnépszerűbb Formula–4-es sorozatában, az ADAC Formula–4-ben bizonyíthatott a holland Van Amersfoort Racing-gel. 3 elsőségével 2. lett az elszámolásban Lirim Zendeli mögött.

### Toyota Racing Series
2018 novemberében bejelentették, hogy a szigetország legnagyobb formulaautós sorozatában, a Toyota Racing Series-ben folytatja pályafutását a többszörös bajnok M2 Competition gárdájával. A szezonnyitót uralta a Highlands Motorsport Park-ban, végtére két versenyt is nyert, emellett pedig a Dorothy Smith Memorial Trophy-t is megnyerte. Az idényben további három alkalommal is őt intették le elsőként, ezzel pedig bajnoki címet ünnepelhetett a Ferrari akadémiájához tartozó honfitársa, Marcus Armstrong előtt.

### Formula–3
2018-ban először vezethetett egy szinttel komolyabban jegyzett autót, a Formula–3 Ázsia-bajnokságban.
2019-ben eredetileg a Formula European Masters-ben is igazolva volt egy másik Red Bull Junior, Cunoda Júki mellett, de a sorozat első idényét törölték gyenge érdeklődések miatt, ezért az Euroformula Open-ben szerepelt a német Team Motopark-kal. Mivel más bajnokságokban is képviseltette magát, kihagyni kényszerült az osztrák és a brit versenyeket. Az évadban négy versenyt is nyert, továbbá hatszor állhatott fel a pódiumra. Végül Szató Marino mögött 2. lett összetettben.
2019-ben részt vett az első évét kezdő FIA Formula–3 bajnokságban is az MP Motorsport csapatával. Itt két sprintversenyen is dobogóra állhatott Silverstoneban és Monzában.
A 2020-as idényben a Hitech Grand Prix versenyzője lett. 2020. július 5-én a Red Bull Ringen tartott szezonnyitó sprintfutamán az 1. helyen intette le a kockás zászló, ezzel megszerezte élete első győzelmét a sorozatban. Július 12-én ugyanezen a helyszínen ismét nagyon közel került a győzelemhez, de három körrel a verseny vége előtt ütközött Jake Hugessal, amelynek következtében feladni kényszerült a viadalt, pilótatársával egyetemben. A Hungaroringen mindkét futamon kiesett, mindkétszer motorprobléma miatt. Augusztus 1-jén, az első brit hétvége főversenyén a 2. helyről várhatta a lámpák kialvását. Rögtön a kezdeti körökben előzött és az 1. helyre került, amely pozíciót a verseny végéig tartotta és megnyerte első főversenyét a bajnokságban.
Augusztus 8-án ismét csak Logan Sargeant múlta felül a második brit forduló időmérőjén. A főfutam rajtjánál beragadt és végül a 3. helyen futott be, továbbá a leggyorsabb kört is megfutotta. A vasárnapi sprintversenyen sok pozíciót javított és az utolsó kanyarig csatában volt a 3. helyért Théo Pourchairel, végül lesodródott, ami miatt David Beckmann is lehagyta, és szoros befutóval, egy századmásodperccel előtte végzett. Monzában több utólagos büntetésnek is köszönhetően a főfutamon az 1. rajtkockából indulhatott, de végül csak 6. helyen zárt. Az itteni kaotikus második versenyen a dobogós 2. helyen végzett, azonban később megbüntették, ami miatt a 7. helye csúszott vissza. Az idényzáró helyszínén, a mugellói pályán az időmérőn csupán a 13. helyre kvalifikálta magát, te több büntetés miatt a 11. helyről kezdhetett. A szombati főversenyen 10. lett, amivel az évad legutolsó versenyére egy 1. helyes indulást szerzett. Ott magabiztos és stabil versenyzésének köszönhetően harmadik győzelmét aratta. Az összetett pontvadászatban az 5. lett, 143 ponttal.

### Formula–2

#### 2021
Részt vett az FIA Formula–2 bajnokság 2020-as szezon utáni tesztjein, Bahreinben a Hitech csapatánál, Jüri Vips mellett. 2021. január 15-én a Red Bull bejelentette, hogy az egész 2021-es idényben a csapat versenyzője lesz. A bahreini nyitóhétvége első versenyén a 3. rajtkockából indulva egy jó rajt után átvette a vezetést és a verseny végén még sikeresen visszaverte Jehan Daruvala előzési kísérleteit, ezzel pedig megnyerte élete első futamát a bajnokságban. A szombati nap második felvonásán is ismét közel került a pódiumhoz, azonban összeért Felipe Drugovichhal és kiesett. A forduló záró főversenyen az utolsó körben megelőzte Richard Verschoort és felállhatott a dobogó 3. fokára.
Monacóban csak a 12. helyre kvalifikálta magát. A második sprintversenyen a 2. helyről startolhatott, de Marcus Armstrong el nem indulása miatt ő volt legelőrébb. A startnál Oscar Piastri megelőzte, majd néhány körrel később egy jó előzésnek köszönhetően újra az élre állt és megnyerte a futamot. Nem sokkal később bejelentették, hogy kizárták a végeredményből, mivel csapata megsértett egy technikai szabályt, így utólag Dan Ticktumé lett a győzelem. Azerbajdzsánban a főversre megszerezte a pole-pozíciót, a versenyen viszont szabálytalanul védekezett, így egy 10 másodperces időbüntetést szabtak ki rá és végül a 6. helyen ért célba. Az olasz nagydíj főfutamán 8 körrel a leintés előtt a leggyorsabb kör megszerzőjeként, autója a célegyenesben, műszaki hiba miatt megállt alatta.
Egy fordulóval később, Oroszországban az első sprintfutamot volt kénytelen feladni a 3. helyről, ütközéses meghibásodás miatt. A vadonatúj dzsiddai utcai létesítmény fordított rajtrácsos első versenyén az első sorból kezdve Marcus Armstrong megelőzte, akit sokáig támadott sikertelenül és a pódium középső fokára állhatott fel. A második megmérettetésen 3 körrel a vége előtt a 8. pozícióból ütközött a falnak és biztonsági autós fázist rendeltek el. A záró hétvége első sprintfutamán az első szakaszban a két Prema versenyző ment el mellette és ért be ötödikként. Az idény vége előtt 2 körrel állt meg a bukótérben, ami a kiesését jelentette. Első szezonjában a bajnoki tabella 9. helyét foglalhatta el 103 ponttal.

#### 2022

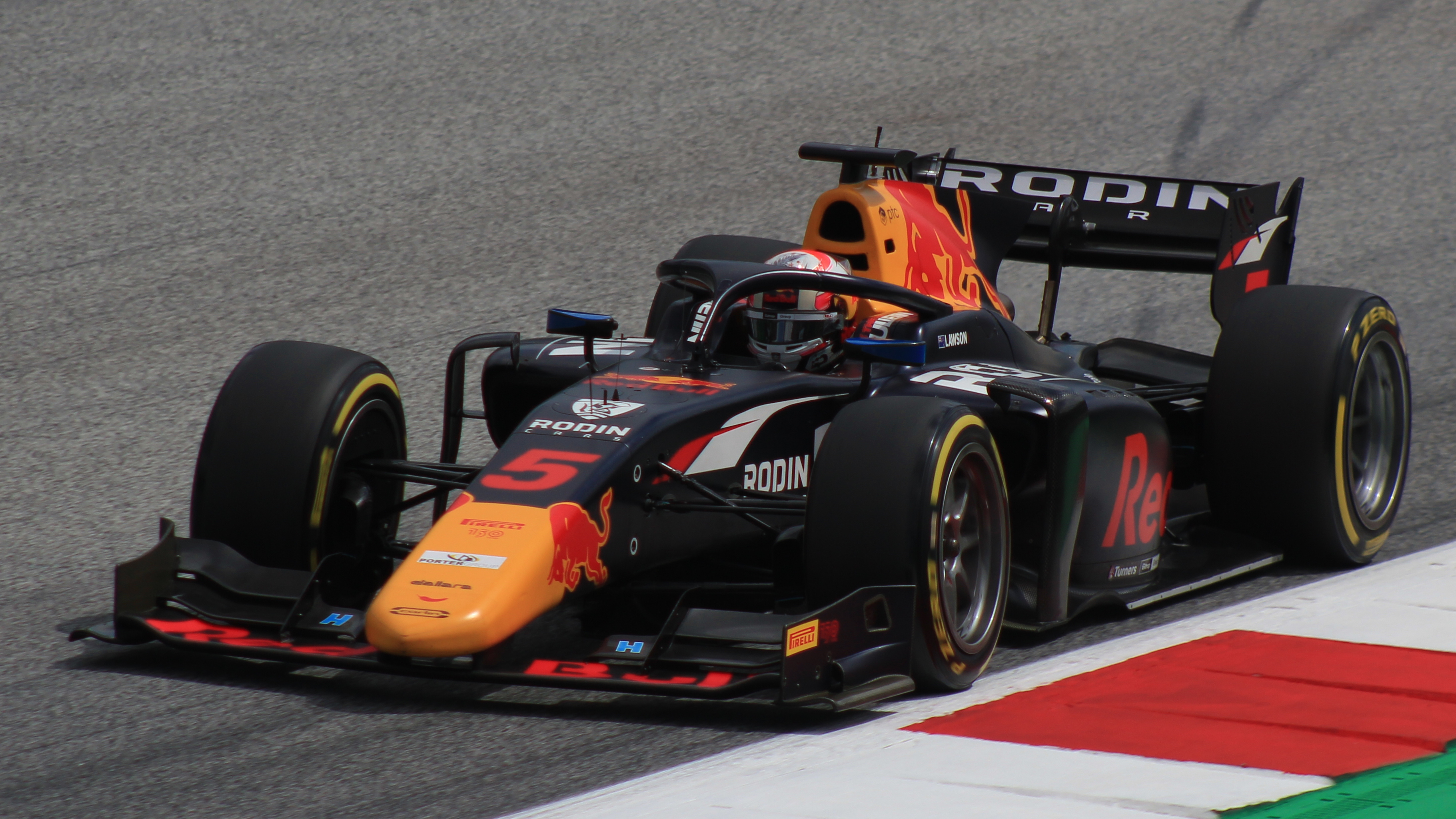
Lawson a 2022-es osztrák nagydíjon

2022. január 14-én nyilvános lett, hogy a 2022-es szezonban Carlin csapatában fog rajthoz állni az amerikai Logan Sargeant mellett. Az idény legelső sprintversenyén 3. lett, miután két körrel a vége előtt megelőzte Ralph Boschungot. A főverseny egy jó taktikának és kiegyensúlyozott vezetésének köszönhetően a 2. lett Théo Pourchaire mögött. A szaúd-arábiai Dzsiddában az éllovas Dennis Hauger hibát követett el egy biztonsági autós időszakban, így Calan Williams vette át a vezetést, akit Lawson megelőzött, majd maga mögé utasította Jake Hughest is, megszerezve első győzelmét az évben. A főfutamon a 3. helyen autózott, viszont a kerékcsere során csapata hibázott, így kénytelen volt feladni a viadalt. Imolában egy gyenge időmérőt követően csak a 14. helyről startolhatott. A főversenyen nem sokkal a leintés előtt eltört a kormányműve és a falnak csapódott a pálya közepén. A híres monacói utcai pályán első helyen zárt az időmérőn, viszont köridejét később törölték, mivel nem lassított le egy sárga zászlós periódusnál, így csak az 5. helyről kezdhette meg a rövidebb sprintfutamot. Itt nyolcadiknak rangsorolták a befutónál, majd a főversenyen a felvezetőkör előtt autója lefulladt. Később eltudott indulni, viszont a 38. körben motorhiba miatt kiesett.
Azerbajdzsánban, Bakuban 2. lett az időmérőn Jüri Vips mögött. A fordított rajtrácsos versenyen 3. lett, miután jól helyezkedett és taktikázott az élmezőnyben. A főversenyen Jack Doohannal ért össze egy SC-s újraindítás után, defektet kapott és végül csak a 15. lett. A vizes körülményekben lezajló brit sprintverseny során összeért egyik riválisával és az első szárnya megsérült. Kénytelen volt kiszállni, majd a javítás és csere miatt a 20. helyen végzett. A főversenyen a rajtnál megelőzte Felipe Drugovichot és Frederik Vestit, így a 3. helyre lépett fel, amelyet végig tartott és egy újabb dobogót könyvelhetett el. Ausztriában az első versenyen félrehúzódott egy meghibásodást követően. A második gp-n jó taktikázást követően egy pontot gyűjtött be a 10. helyen célba érve. A Paul Ricardon rendezett francia hétvége sprintversenyén öt körrel a befutó előtt megelőzte Jehan Daruvalát, második diadalát elérve 2022-ben. Magyarországon mindkétszer stabil pontokat gyűjtött be. A legendás spái aszfaltcsíkon a sprint rajtjánál leterelték a fűre, majd a második körben megelőzte Boschungot és elsőnek intették le. A főfutamon az Enzo Fittipaldival vívott csatából győztesen jött ki, megszerezve a 3. helyet, lezárva addigi legjobb Formula–2-es hétvégéjét.
Az olaszországi Monzában a hétvégekezdő sprinten 6. helyen futott be, majd Richard Verschoor büntetését követően ötödiknek rangsorolták. A főversenyen egy rövid ideig még vezette is a mezőnyt, de a 13. körben Vips megforgatta és utolsóként ért célba a 13. helyen. A szezonzáró abu-dzabi pályán jól kímélte az abroncsait, mint a versenytársai, amivel negyedik, és egyben utolsó diadalát ünnepelhette az évadban. A kiírás legutolsó futamán egy korai bokszkiállás után a 3. helyen tért vissza, ahol végül befutott. Lawson végül 149 ponttal, bronzérmet szerzett a pilóták bajnokságában.

### DTM
2021. január 4-én hivatalossá vált, hogy a Lawson is részt vesz az újjáalakuló Német túraautó-bajnokság (DTM) 2021-es kiírásában, Alexander Albon társaként egy Ferrari 488 GT3 típusú autóval. Az olaszországi nyitány helyszínén, Monzában a 7. helyről indult, majd egy jobb taktikának is köszönhetően a 11. körben megelőzte Vincent Abrilt, amivel átvette a vezetést és legelső versenyén győzelmet aratott. A Lausitzringen mindkét futamon dobogóra állhatott. Zolderben az első versenyen balesetbe keveredett és kiesett, de a másodikon a dobogós 3. lett, miután Lucas Auert megbüntették. A legendás Nürburgringi aszfaltcsíkon Markus Winkelhock kiütötte, így csak a 13. helyen végzett, a fordulózárón pedig defekt miatt volt kénytelen kiállni.
Az energiaitalosok hazai versenyén, az osztrák Red Bull Ringen hiba nélkül és összeszedetten versenyezve nyerte meg mind a két futamot, amivel ő lett az első a szezonban, aki egy pályán belül duplázni tudott. Ezekkel az eredményekkel újra nagyobb esélye lett a végső elsőségre. A hollandiai Assenben a fordulónyitón begyűjtötte a pole-pozíciót, de előbb Marco Wittmann, majd az utolsó körben a szabad kártyás Mirko Bortolotti is megelőzte. Hivatalosan 3. lett, de mivel Bortolotti nem részesült egységekben, ezért a 2. helyért járó pontmennyiséget kapta meg.
A bajnokság utolsó versenyére a ponttáblázat éllovasaként érkezett a Norisringre összesen három győzelmet és tíz dobogós helyezést gyűjtve a szezon során. Az idényzáró verseny kezdete előtt 19 ponttal vezette a pilóták táblázatát, a második Kelvin van der Linde, és 22 ponttal a harmadik Maximilian Götz előtt. Elsőként indulva a rajt után önhibáján kívül ütközött dél-afrikai riválisával, amiben autója kormányműve is komolyan sérült (ezért Van der Linde öt másodperces büntetést kapott), ennek következtében pedig a futam során többkörös hátrányba került a mezőnnyel szemben, és miközben ő nem szerzett pontot, a csapattársai által is segített Götz megnyerte a futamot és így a bajnoki címet is. Lawson újonc idényében a 2. helyen végzett a szériában.

### Formula–1
2019 februárjában a Red Bull Junior Team tagja lett. 2021 júliusában a Goodwood Festival Of Speed-en vezetett életében először egy Formula–1-es autót, amikor a 2011-es Red Bull RB7-et vitte körbe. Részt vett a 2021-es Formula–1-es világbajnokság után megrendezett abu-dzabi fiatalok tesztjén a Red Bull második számú csapatával, a Scuderia AlphaTauri színeiben.
A 2022-es idényre hivatalosan is kinevezték a csapat első számú tartalékversenyzőjének. 2022 júniusában Jüri Vips botrányát követően, Christian Horner megerősítette, hogy Lawsont előléptették a főcsapat tartalékpilótájává. 2022. augusztus 26-án első éles hétvégéjén is autóba ülhetett, az AlphaTauri színeiben a belga nagydíj 1. szabadedzésén Pierre Gasly helyén. A mexikóvárosi nagydíjon ismét lehetőséget kapott az 1. edzésen. A szezonzáró abu-dzabi futamon a Red Bull csapatával is debütálhatott. Ezt követően továbbra is a Red Bull színeiben, részt vett az idény utáni teszteken.

### Super Formula
A 2023-as évet már a japán Super Formula sorozatban kezdte meg a Team Mugen istálló színeiben a regnáló bajnok, Nodzsiri Tomoki csapattársaként. A szezonnyitó Fuji Speedwayen harmadiknak zárt az időmérésen. Április 8-án győzni tudott a futamon, amivel történelmet írt, ugyanis ő lett a bajnokság történetének első versenyzője, aki megtudta nyerni a debütáló versenyét. A második futamban a 3. helyen ért be, de a biztonsági autós szabályok megsértése miatti büntetés után ez az ötödikre módosult. A harmadik fordulóban, Suzukában a kvalifikációt a 9. helyen végezte, de a versenyen a 4. helyre javított. Autopolisban a másodiknak kvalifikálta magát és Tszuboi Szo-t megelőzve újra futamgyőzelemért ért el és átvette a vezetést összetettben. A Sportsland Sugon a kilencediknek rangsorolták. Ebben többek között egy rádiós kommunikációs hiba is közre játszott. Ekkor elvesztette az éllovas pozíciót Mijata Ritomóval szemben.

## Eredményei

### Karrier összefoglaló
| Szezon  | Bajnokság                           | Csapat                 | Verseny           | Győzelem          | Pole              | Leggyorsabb kör   | Dobogós helyezés  | Pont              | Helyezés          |
| ------- | ----------------------------------- | ---------------------- | ----------------- | ----------------- | ----------------- | ----------------- | ----------------- | ----------------- | ----------------- |
| 2015    | Formula First Manfeild Téli sorozat | Sabre Motorsport       | 12                | 1                 | 1                 | 1                 | 10                | 631               | 2.                |
| 2015–16 | Új-zélandi Formula First bajnokság  | Sabre Motorsport       | 24                | 1                 | 0                 | 1                 | 3                 | 1028              | 6.                |
| 2016–17 | NZ F1600                            | Liam Lawson Motorsport | 15                | 14                | 5                 | 12                | 15                | 605               | 1.                |
| 2017    | Ausztrál Formula–4-es bajnokság     | Team BRM               | 21                | 5                 | 1                 | 1                 | 12                | 300               | 2.                |
| 2017    | Formula Vee Új-Zéland               | JRD                    | 3                 | 0                 | 0                 | 0                 | 1                 | 60                | 15.               |
| 2018    | ADAC Formula–4                      | Van Amersfoort Racing  | 20                | 3                 | 3                 | 0                 | 9                 | 234               | 2.                |
| 2018    | Formula–3 Ázsia-bajnokság           | Pinnacle Motorsport    | 3                 | 3                 | 2                 | 3                 | 3                 | 75                | 8.                |
| 2019    | Formula–3                           | MP Motorsport          | 16                | 0                 | 0                 | 0                 | 2                 | 41                | 11.               |
| 2019    | Makaói nagydíj                      | MP Motorsport          | 2                 | 0                 | 0                 | 0                 | 0                 | —                 | 7.                |
| 2019    | Euroformula Open                    | Team Motopark          | 14                | 4                 | 2                 | 1                 | 7                 | 179               | 2.                |
| 2019    | Toyota Racing Series                | M2 Competition         | 15                | 5                 | 4                 | 5                 | 11                | 356               | 1.                |
| 2020    | Formula–3                           | Hitech Grand Prix      | 18                | 3                 | 1                 | 1                 | 6                 | 143               | 5.                |
| 2020    | Toyota Racing Series                | M2 Competition         | 15                | 5                 | 4                 | 7                 | 10                | 356               | 2.                |
| 2021    | Formula–2                           | Hitech Grand Prix      | 23                | 1                 | 1                 | 2                 | 3                 | 103               | 9.                |
| 2021    | DTM                                 | Red Bull AF Corse      | 16                | 3                 | 4                 | 1                 | 10                | 227               | 2.                |
| 2022    | Formula–2                           | Carlin                 | 28                | 4                 | 0                 | 3                 | 10                | 149               | 3.                |
| 2022    | Formula–1                           | AlphaTauri             | Tartalékversenyző | Tartalékversenyző | Tartalékversenyző | Tartalékversenyző | Tartalékversenyző | Tartalékversenyző | Tartalékversenyző |
| 2022    | Formula–1                           | Red Bull               | Tartalékversenyző | Tartalékversenyző | Tartalékversenyző | Tartalékversenyző | Tartalékversenyző | Tartalékversenyző | Tartalékversenyző |
| 2023    | Super Formula                       | Team Mugen             | 9                 | 3                 | 1                 | 2                 | 4                 | 106,5             | 2.                |
| 2023    | Formula–1                           | AlphaTauri             | 5                 | 0                 | 0                 | 0                 | 0                 | 2                 | 20.               |
| 2023    | Formula–1                           | Red Bull               | Tartalékversenyző | Tartalékversenyző | Tartalékversenyző | Tartalékversenyző | Tartalékversenyző | Tartalékversenyző | Tartalékversenyző |
| 2024    | Formula–1                           | Racing Bulls           | 6                 | 0                 | 0                 | 0                 | 0                 | 4                 | 21.               |
| 2024    | Formula–1                           | Red Bull               | Tartalékversenyző | Tartalékversenyző | Tartalékversenyző | Tartalékversenyző | Tartalékversenyző | Tartalékversenyző | Tartalékversenyző |
| 2025    | Formula–1                           | Red Bull               | 2                 | 0                 | 0                 | 0                 | 0                 | 20*               | 15*               |
| 2025    | Formula–1                           | Racing Bulls           | 12                | 0                 | 0                 | 0                 | 0                 | 20*               | 15*               |

### Teljes FIA Formula–3-as eredménysorozata
(Táblázat értelmezése)

(Félkövér: pole-pozícióból indult; dőlt: leggyorsabb kört futott) 

| Év   | Csapat            | 1          | 2          | 3           | 4           | 5          | 6          | 7          | 8          | 9          | 10         | 11         | 12         | 13        | 14        | 15         | 16        | 17         | 18        | Helyezés | Pont |
| ---- | ----------------- | ---------- | ---------- | ----------- | ----------- | ---------- | ---------- | ---------- | ---------- | ---------- | ---------- | ---------- | ---------- | --------- | --------- | ---------- | --------- | ---------- | --------- | -------- | ---- |
| 2019 | MP Motorsport     | ESP FEA Hn | ESP SPR 17 | FRA FEA 9   | FRA SPR 5   | AUT FEA 14 | AUT SPR 25 | GBR FEA 8  | GBR SPR 3  | HUN FEA 16 | HUN SPR 9  | BEL FEA 12 | BEL SPR 19 | ITA FEA 7 | ITA SPR 2 | RUS FEA 18 | RUS SPR 8 |            |           | 11.      | 41   |
| 2020 | Hitech Grand Prix | AUT1 FEA 6 | AUT1 SPR 1 | AUT2 FEA 8‡ | AUT2 SPR Ki | HUN FEA Ki | HUN SPR Ki | GBR1 FEA 1 | GBR1 SPR 7 | GBR2 FEA 3 | GBR2 SPR 5 | ESP FEA 2  | ESP SPR 7  | BEL FEA 9 | BEL SPR 3 | ITA FEA 6  | ITA SPR 7 | MUG FEA 10 | MUG SPR 1 | 5.       | 143  |

‡ A versenyt félbeszakították, és mivel nem teljesítették a táv 75%-át, így csak a pontok felét kapta meg.

### Teljes FIA Formula–2-es eredménysorozata
(Táblázat értelmezése)

(Félkövér: pole-pozícióból indult; dőlt: leggyorsabb kört futott) 

| Év   | Csapat            | 1         | 2          | 3         | 4          | 5           | 6          | 7          | 8         | 9         | 10         | 11        | 12         | 13         | 14        | 15         | 16         | 17        | 18        | 19        | 20         | 21         | 22        | 23        | 24          | 25        | 26         | 27        | 28        | Helyezés | Pont |
| ---- | ----------------- | --------- | ---------- | --------- | ---------- | ----------- | ---------- | ---------- | --------- | --------- | ---------- | --------- | ---------- | ---------- | --------- | ---------- | ---------- | --------- | --------- | --------- | ---------- | ---------- | --------- | --------- | ----------- | --------- | ---------- | --------- | --------- | -------- | ---- |
| 2021 | Hitech Grand Prix | BHR SP1 1 | BHR SP2 Ki | BHR FEA 3 | MON SP1 9  | MON SP2 Kiz | MON FEA 7  | AZE SP1 Ki | AZE SP2 7 | AZE FEA 6 | GBR SP1 7  | GBR SP2 5 | GBR FEA 11 | ITA SP1 5  | ITA SP2 4 | ITA FEA Ki | RUS SP1 Ki | RUS SP2 T | RUS FEA 7 | KSA SP1 2 | KSA SP2 Ki | KSA FEA 9‡ | UAE SP1 5 | UAE SP2 6 | UAE FEA 20† |           |            |           |           | 9.       | 103  |
| 2022 | Carlin            | BHR SPR 3 | BHR FEA 2  | KSA SPR 1 | KSA FEA Ki | IMO SPR 8   | IMO FEA Ki | ESP SPR 9  | ESP FEA 9 | MON SPR 8 | MON FEA Ki | AZE SPR 3 | AZE FEA 15 | GBR SPR 20 | GBR FEA 3 | AUT SPR Ki | AUT FEA 10 | FRA SPR 1 | FRA FEA 6 | HUN SPR 6 | HUN FEA 7  | BEL SPR 1  | BEL FEA 3 | NED SPR 4 | NED FEA 12  | ITA SPR 5 | ITA FEA 13 | UAE SPR 1 | UAE FEA 3 | 3.       | 149  |

† A versenyt nem fejezte be, de helyezését értékelték, mert a versenytáv több, mint 90%-át teljesítette.
‡ A versenyt félbeszakították, és mivel nem teljesítették a táv 75%-át, így csak a pontok felét kapta meg.

### Teljes DTM eredménylistája
(Táblázat értelmezése)

(Félkövér: pole-pozícióból indult; dőlt: leggyorsabb kört futott) 

| Év   | Csapat            | 1     | 2        | 3       | 4     | 5        | 6       | 7        | 8        | 9     | 10      | 11      | 12    | 13      | 14    | 15      | 16       | Helyezés | Pont |
| ---- | ----------------- | ----- | -------- | ------- | ----- | -------- | ------- | -------- | -------- | ----- | ------- | ------- | ----- | ------- | ----- | ------- | -------- | -------- | ---- |
| 2021 | Red Bull AF Corse | MNZ 1 | MNZ 2 13 | LAU 1 2 | LAU 2 | ZOL 1 Ki | ZOL 2 3 | NÜR 1 13 | NÜR 2 Ki | RBR 1 | RBR 2 1 | ASS 1 3 | ASS 2 | HOC 1 4 | HOC 2 | NOR 1 3 | NOR 2 Hn | 2.       | 227  |

### Teljes Formula–1-es eredménysorozata
(Táblázat értelmezése)

(Félkövér: pole-pozícióból indult; dőlt: leggyorsabb kört futott) 

| Év   | Csapat       | 1      | 2      | 3      | 4      | 5      | 6      | 7      | 8     | 9      | 10     | 11    | 12     | 13     | 14     | 15    | 16     | 17     | 18  | 19    | 20     | 21    | 22     | 23     | 24      | Helyezés | Pont |
| ---- | ------------ | ------ | ------ | ------ | ------ | ------ | ------ | ------ | ----- | ------ | ------ | ----- | ------ | ------ | ------ | ----- | ------ | ------ | --- | ----- | ------ | ----- | ------ | ------ | ------- | -------- | ---- |
| 2022 | AlphaTauri   | BHR    | SAU    | AUS    | EMI    | MIA    | ESP    | MON    | AZE   | CAN    | AUT    | GBR   | FRA    | HUN    | BEL Tp | NED   | ITA    | SIN    | JPN | USA   | MEX Tp | BRA   |        |        |         | —        | —    |
| 2022 | Red Bull     |        |        |        |        |        |        |        |       |        |        |       |        |        |        |       |        |        |     |       |        |       | UAE Tp |        |         | —        | —    |
| 2023 | AlphaTauri   | BHR    | SAU    | AUS    | AZE    | MIA    | MON    | ESP    | CAN   | AUT    | GBR    | HUN   | BEL    | NED 13 | ITA 11 | SIN 9 | JPN 11 | QAT 17 | USA | MEX   | BRA    | LVS   | UAE    |        |         | 20.      | 2    |
| 2024 | Racing Bulls | BHR    | SAU    | AUS    | JPN    | CHN    | MIA    | EMI    | MON   | CAN    | ESP    | AUT   | GBR    | HUN    | BEL    | NED   | ITA    | AZE    | SIN | USA 9 | MEX 16 | BRA 9 | LVS 16 | QAT 14 | UAE 17† | 21.      | 4    |
| 2025 | Red Bull     | AUS Ki | CHN 12 |        |        |        |        |        |       |        |        |       |        |        |        |       |        |        |     |       |        |       |        |        |         | 14.*     | 16*  |
| 2025 | Racing Bulls |        |        | JPN 17 | BHR 16 | SAU 12 | MIA Ki | EMI 14 | MON 8 | ESP 11 | CAN Ki | AUT 6 | GBR Ki | BEL 8  | HUN    | NED   | ITA    | AZE    | SIN | USA   | MEX    | BRA   | LVS    | QAT    | UAE     | 14.*     | 16*  |

* A szezon jelenleg is zajlik
† A versenyt nem fejezte be, de helyezését értékelték, mert a versenytáv több, mint 90%-át teljesítette.

### Teljes Super Formula eredménylistája
(Táblázat értelmezése)

(Félkövér: pole-pozícióból indult; dőlt: leggyorsabb kört futott) 

| Év   | Csapat     | 1      | 2     | 3     | 4      | 5     | 6      | 7       | 8     | 9      | Helyezés | Pont  |
| ---- | ---------- | ------ | ----- | ----- | ------ | ----- | ------ | ------- | ----- | ------ | -------- | ----- |
| 2023 | Team Mugen | FUJ 13 | FUJ 5 | SUZ 4 | AUT 12 | SUG 5 | FUJ 12 | MOT 133 | SUZ 6 | SUZ 21 | 2.       | 106,5 |